# Seafight
Seafight es un juego de navegador de barcos de alta mar desarrollado y publicado por Bigpoint. Bigpoint lo describe como un juego gratuito, pero algunas funciones solo estarán disponibles por medio del pago. El juego gira en torno a guerra de barcos en alta mar tanto como contra monstruos como contra otros jugadores en modo real en busca de recompensas. En mayo del 2012 había 32 millones de usuarios registrados en el juego, disponible en 30 idiomas diferentes.
Gran parte de este juego basado en Piratas en modo PvP (Player vs Player) que se lleva a cabo en mar abierto. En los mares, los jugadores podrán entrar en combate con NPC (Non Playable Characters) y otros jugadores. Una vez que los jugadores forman Clanes, serán capaces de atacar y/o defender las islas del Clan que tienen que conseguir atacando al Clan enemigo poseedor de esa isla y arrebatársela, estas islas están repartidas por todo el juego.
Los barcos de los jugadores están equipados con PT (Puntos de Talento) y Castillos que estos a la vez poseen Ranuras y Ampliaciones que se desbloquean con el monto correspondiente de perlas (moneda de juego [esta es difícil conseguir en el juego, así que es un objeto que se vende con dinero real]).
Barcos: Existen 2 tipos de barcos, los que se compran con oro y los que se adquieren mediante perlas (o pueden ser adquiridos mediante "apuestas" en el Mercado, utilizando oro). El Gran Bucanero (conocido como "Barco Élite") es el barco más común en el juego, tiene la capacidad de ser equipado con diseños (se adquieren en eventos, área de pagos, pergaminos, etc). Cada diseño cuenta con 5 espacios para gemas (2 ofensivas, 2 defensivas y 1 especial). Al equiparse un diseño con gemas, el barco adquiere sus cualidades.
Cañones: Son los elementos más comunes y necesarios para el avance en el juego. Existen distintos tipos de cañones, que van desde las 8 libras hasta las 60 libras. Los Cañones de 50, 55 y 60 Libras pueden ser mejorados con cristales para obtener mayor daño y probabilidad en impactos críticos. También existen otros cañones especiales, como los Cañones Almirante, Vudú, Martillo del Destino y Tormenta de Fuego. Cada uno de estos cañones cuentan con beneficios acorde a la munición que se use. Todos los Cañones cuentan con un Tiempo de Recarga, una Probabilidad de Acierto, un Alcance y un Valor (costo).
Munición: Son utilizadas en tus cañones para causar daños a los Jugadores y/o NPC. Existen 2 tipos de municiones: La munición de oro y la munición élite. La munición de oro se adquiere con oro (moneda del juego) mientras que la munición élite se adquiere mediante perlas, en el área de pagos (comprándolas con dinero real), en eventos, npc's especiales y los conocidos como "Mapas bono".
- Datos: Q1193771